# ۱ ژوئن
۱ ژوئن صد و پنجاه و دومین (در سال‌های کبیسه صد و پنجاه و سومین) روز سال در گاه‌شماری میلادی است. ۲۱۳ روز تا پایان سال باقی‌است.

## رویدادها
- ۱۹۳ - دیدیوس ژولیانوس، امپراتور روم ترور شد.
- ۱۲۱۵ - ژونگدو (پکن امروزی) به تصرف چنگیز خان درآمد.
- ۱۲۵۲ - آلفونسو دهم به پادشاهی کاستیا و لئون رسید.
- ۱۵۳۳ - آن بولین ملکه انگلیس شد.
- ۱۵۳۵ - قوای اسپانیایی تونس را که در کنترل امپراتوری عثمانی بود، به اشغال خود درآورند.
- ۱۷۹۲ - کنتاکی پانزدهمین ایالت ایالات متحده شد.
- ۱۷۹۶ - تنسی شانزدهمین ایالت ایالات متحده شد.
- ۱۹۴۱ - جزیره کرت در جریان جنگ جهانی دوم به تصرف قوای آلمانی درآمد.
- ۱۹۴۶ - ایان آنتونسکو، رهبر رومانی اعدام شد.
- ۱۹۶۰ - اولین تلویزیون در زلاندنو شروع به مخابره برنامه کرد.
- ۱۹۷۴ - کنیا خودمختاری کسب کرد.
- ۱۹۷۹ - اولین دولت سیاه‌پوستان در رودزیا پس از ۹۰ سال تشکیل شد.
- ۱۹۸۰ - شبکه خبری کابلی به اختصار سی ان ان شروع به مخابره برنامه کرد.
- ۱۹۹۰ - جرج هربرت واکر بوش، رئیس‌جمهور ایالات متحده و میخائیل گورباچف، رهبر شوروی سابق پیمان منع گسترش سلاح‌های شیمیایی را امضاء کردند.
- ۲۰۰۱ - ولیعهد دیپندرا، بیرندرا، پادشاه نپال و آیسواریا، ملکه این کشور یعنی پدر و مادر خود و چندین تن دیگر از اعضای خانواده خود را به قتل رساند.
- ۲۰۰۱ - در اثر حمله انتحاری عامل حماس به یک دیسکو در تل آویو، پایتخت اسرائیل ۲۱ نفر کشته شدند.
- ۲۰۰۳ - جمهوری خلق چین شروع به آب‌گیری سد سه‌دره کرد.
- ۲۰۰۹ - در اثر سانحه در پرواز شماره ۴۴۷ ایر فرانس برفراز اقیانوس اطلس در سواحل برزیل که از مقصد ریودو ژانیرو به سمت پاریس عازم بود، همه ۲۲۸ سرنشین آن کشته شدند.
- ۲۰۱۲ - بوئینگ ۷۴۷-۸ اینترکانتیننتال در خطوط هوایی لوفتانزا آلمان معرفی شد.
- ۲۰۱۴ - در اثر انفجار یک بمب در زمین فوتبالی در شهر موبی در نیجریه دست کم ۴۰ تن کشته شدند.

## زادروزها
- ۱۷۹۶ - نیکلا سعدی کارنو، فیزیک‌دان فرانسوی
- ۱۹۲۶ - مریلین مونرو، بازیگر آمریکایی (د. ۱۹۶۲)
- ۱۹۳۷ - مورگان فریمن، بازیگر و کارگردان آمریکایی
- ۱۹۷۷ - سارا وین کالیز، بازیگر آمریکایی
- ۱۹۹۶ - تام هالند، بازیگر بریتانیایی

## درگذشت‌ها
- ۱۹۶۸ - هلن کلر، نویسنده نابینا و ناشنوا و فعال سوسیالیست آمریکایی
- ۲۰۰۸ - ایو سن لوران، طراح فرانسوی[۱]